# ناظمية
ناظمية (بالتركية: Nazımiye) هي بلدة صغيرة تقع في محافظة تونجلي، تركيا. يبلغ عدد سكان البلدة 1,636.

## الطقس
أشهر الصيف عادة ما تكون حارة وجافة، وهطول الأمطار يحدث في فصول الشتاء والربيع والخريف. متوسط هطول الأمطار 500–600 مم لكل متر مربع.

## أعلام
- كمال قلجدار أوغلي